# Дом Мирза-Риза-хана
Дом Мирза-Риза-хана — памятник архитектуры конца XIX века, один из символов города Боржоми. Расположен около центрального парка Боржоми.

## История
Дом, под названием «Фируза» (Бирюза), был построен в 1892 году каджарским консулом на Кавказе, генералом Мирза-Риза-ханом в качестве дачи. Название дома, год постройки и имя владельца высечены на декоративных узорах, украшающих здание. После смерти хозяина здание служило в качестве гостиницы, части санатория «Фируза» и музея.
Трагична судьба азербайджанского мастера Юзуфа, работавшего при строительстве дачи Мирза-Риза-хана. Сын знаменитого мастера Хассана — Юзуф — во время строительства был обманным путём срочно вывезен в Тифлис, где был убит в доме своего отца, вместе с матерью Улдуз-ханум, белым дервишем, который безуспешно хотел выведать у Юзуфа какую-то тайну. Об этой истории повествует в своём третьем романе из серии «Кавказский детектив, XIX век» под названием «Белое, красное, чёрное» бельгийская писательница Тегюль Мари, дед которой приехал в Тифлис в конце XIX века, где женился и остался жить.

## Архитектура
Здание прямоугольной формы с пристройками. Построено из камня. Часть покрытия крыши и центрального балкона выполнены из дерева. Основной цвет здания - голубой. Потолок центрального балкона украшен разноцветными бирюзовыми камнями, откуда и происходит название самого дома — «Фируза».

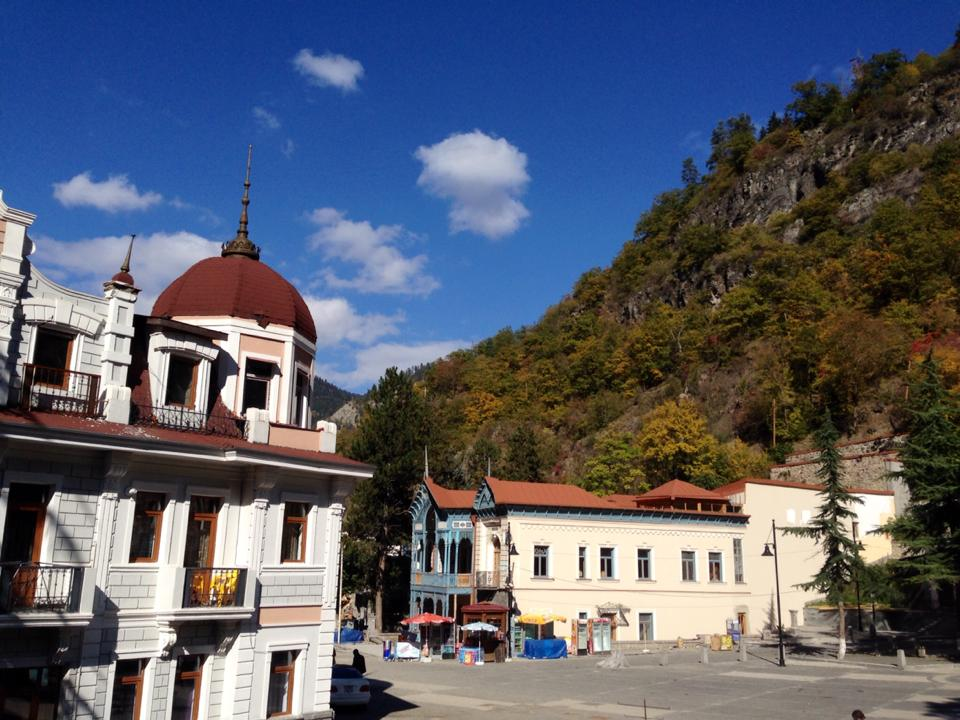
Вид на дом со стороны канатной дороги
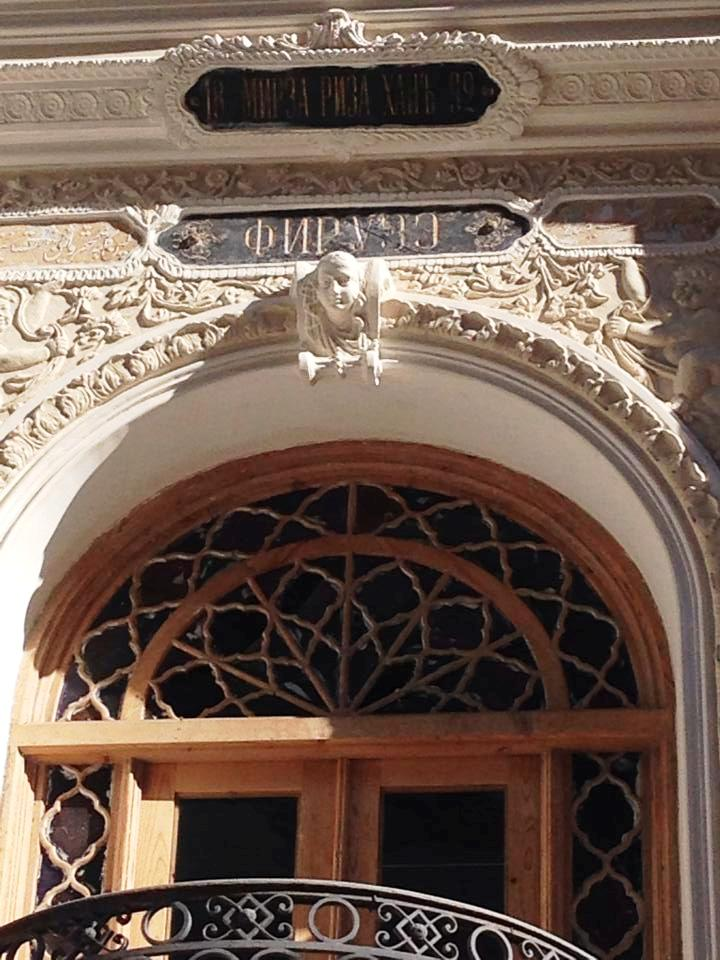
Надпись на кириллице над правым балконом
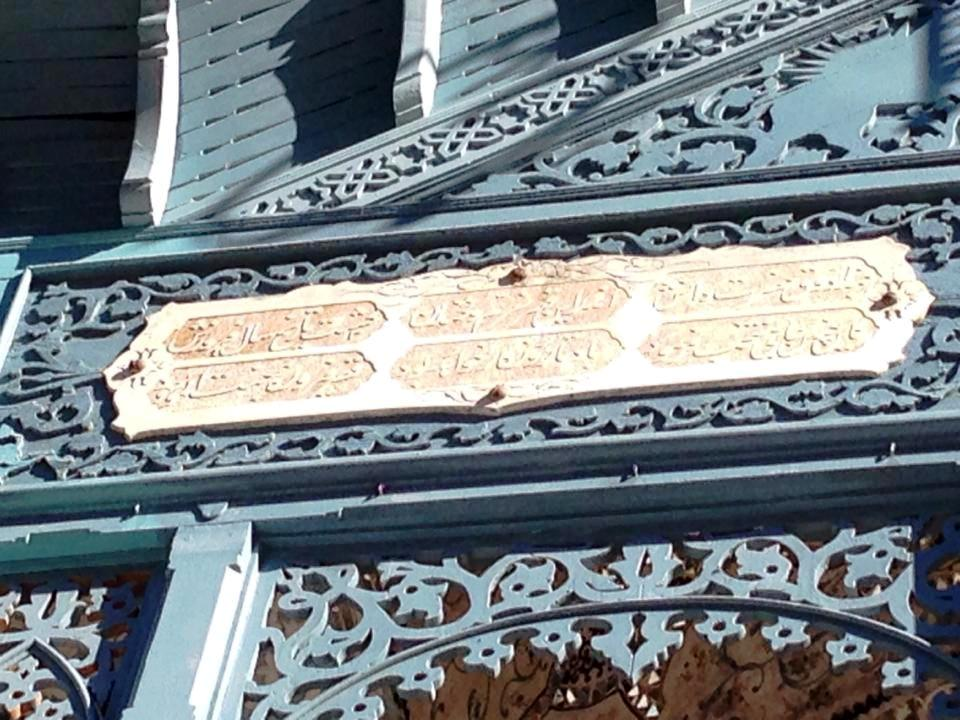
Надпись на фарси с левой стороны центрального балкона
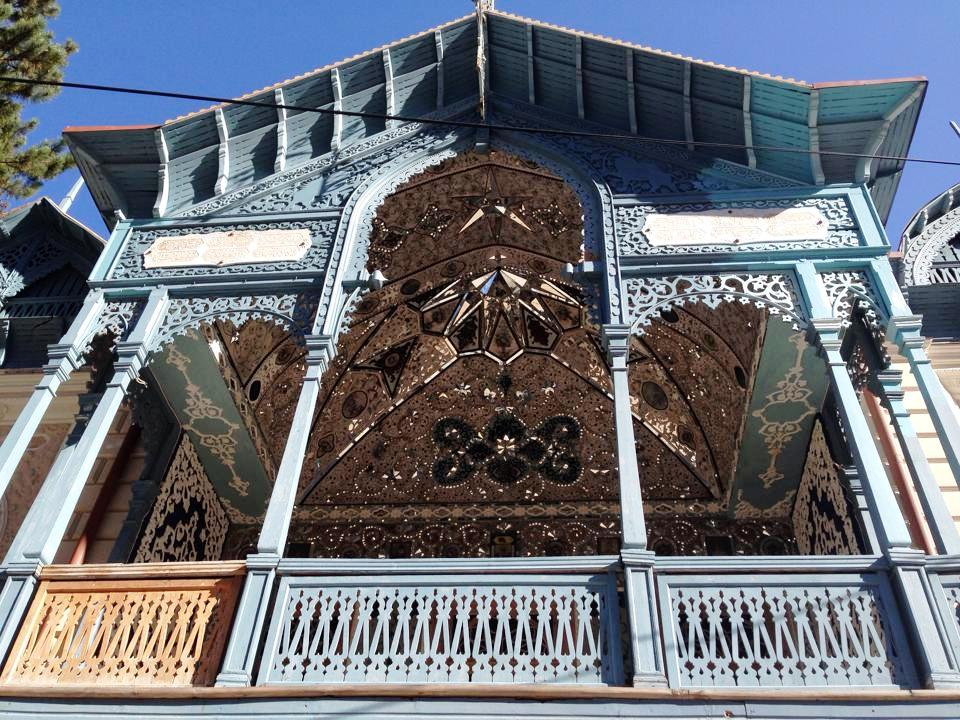
Зеркальные и бирюзовые узоры на внутренней стороне центрального балкона